# 烏龜山 (南極洲)
64°22′S 57°30′W / 64.367°S 57.500°W
烏龜山（英語：Tortoise Hill）是南極洲的山峰，位於葛拉漢地，處於詹姆斯羅斯島的東南端，海拔高度超過500米，地質特生和形狀與該島東北部的特拉平山相似。